# زاك ألكسندر
زاك ألكسندر (بالإنجليزية: Zac Alexander) هو لاعب إسكواش أسترالي، ولد في 11 فبراير 1989 في بريزبان في أستراليا.

## وصلات خارجية
- زاك ألكسندر على موقع الاتحاد الدولي لمحترفي الاسكواش (مؤرشف) (الإنجليزية)
- زاك ألكسندر على موقع SquashInfo.com (الإنجليزية)